# منته-ویلپولا
مَنتَّه-ویلپّولا (به لاتین: Mänttä-Vilppula) یک شهرک در فنلاند است که در پیرکانما واقع شده‌است. این شهرک در سال ۲۰۱۷ میلادی ۱۰٬۳۳۰ نفر جمعیت داشته‌است.